# SS Eastland
El SS Eastland fue un barco de pasajeros con base en Chicago y utilizado para excursiones. El 24 de julio de 1915, el barco volcó sobre su costado mientras estaba amarrado a un muelle en el río Chicago. En total, 844 pasajeros y tripulantes murieron en lo que fue la mayor pérdida de vidas en un solo naufragio en los Grandes Lagos.
Tras el desastre, el Eastland fue rescatado y vendido a la Armada de los Estados Unidos. Tras ser restaurado y modificado, el Eastland fue designado cañonero y rebautizado como USS Wilmette. Se utilizó principalmente como buque escuela en los Grandes Lagos y fue desguazado tras la Segunda Guerra Mundial.

## Construcción
El barco fue encargado en 1902 por la Míchigan Steamship Company y construido por la Compañía Jenks Ship Building de Puerto Hurón, Míchigan. El barco fue bautizado en mayo de 1903, inmediatamente antes de su viaje inaugural.

## Historia

### Primeros Problemas
El 27 de julio de su temporada inaugural de 1903, el buque chocó contra el remolcador George W. Gardner, que se hundió en su muelle del puente de Lake Street en Chicago. El Eastland sólo sufrió daños menores.

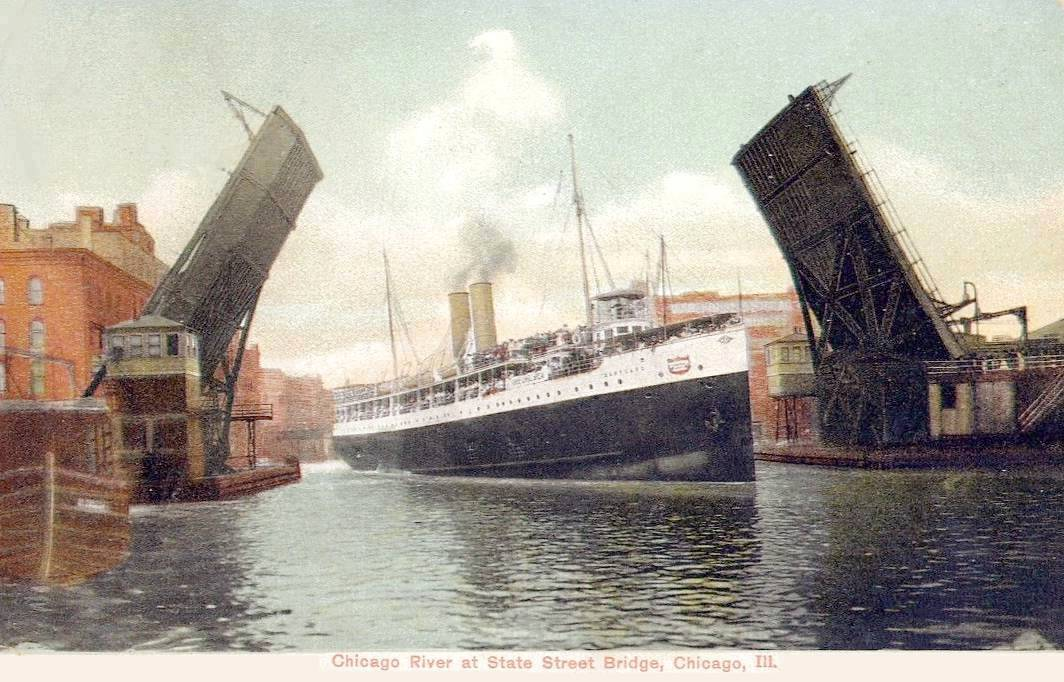
El SS Eastland bajo el puente de State Street en Chicago

### Motín en el Eastland
El 14 de agosto de 1903, durante un crucero de Chicago a South Haven, Míchigan, seis de los fogoneros del barco se negaron a avivar el fuego de la caldera del barco, alegando que no habían recibido sus patatas para la comida. Cuando se negaron a volver al hueco del fuego, el capitán John Pereue arrestó a los seis hombres a punta de pistola. Los fogoneros George Lippen y Benjamin Myers, que no formaban parte del grupo de los seis, avivaron el fuego hasta que el barco llegó a puerto. A la llegada del barco a South Haven, los seis hombres fueron llevados a la cárcel de la ciudad y acusados de motín. Poco después, el capitán Pereue fue sustituido.

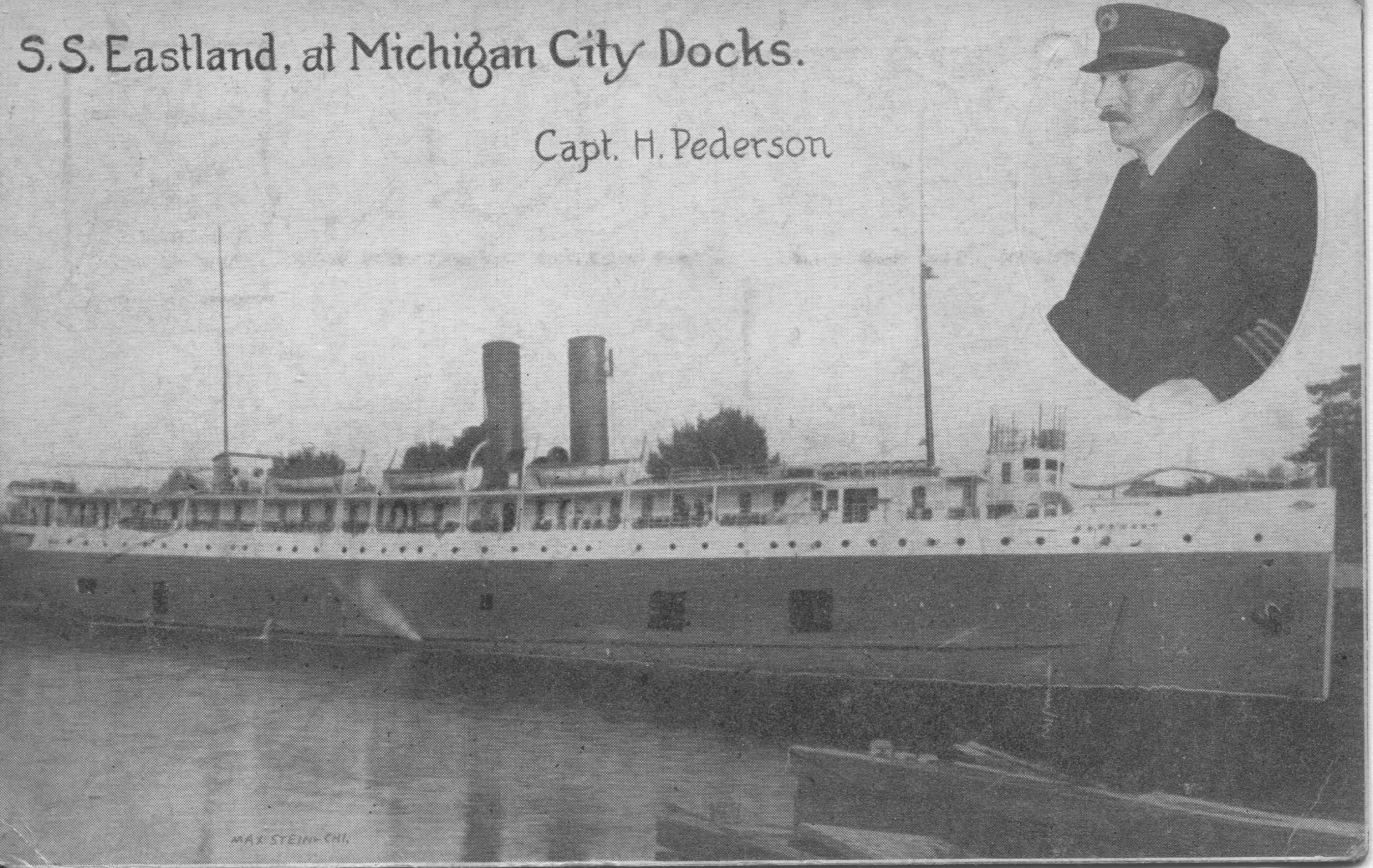
Tarjeta postal del Eastland y Pederson; matasellos del 24 de julio de 1915

### Modificaciones de velocidad
Debido a que el buque no alcanzó la velocidad prevista de 22 millas por hora (35 km/h; 19 kn) durante su temporada inaugural y tenía un calado demasiado profundo para el Black River en South Haven, Míchigan, donde estaba siendo cargado, el buque regresó en septiembre de 1903 a Puerto Hurón para ser modificado, incluyendo la adición de un sistema de aire acondicionado, un sistema de calado inducido para las calderas para aumentar la potencia, y el reposicionamiento de la maquinaria del buque para reducir el calado del casco. Aunque las modificaciones aumentaron la velocidad del buque, el menor calado del casco y el peso adicional montado en altura redujeron la altura metacéntrica y la estabilidad inherente al diseño original.

### Listado de incidentes
A su regreso a South Haven en mayo de 1904, el barco ganó sin problemas una regata a Chicago contra el City of South Haven. Mientras tanto, el Eastland experimentaba problemas periódicos de estabilidad durante la carga y descarga de mercancías y pasajeros, y estuvo a punto de zozobrar el 17 de julio de 1904 tras zarpar de South Haven con unos 3.000 pasajeros. Posteriormente, se redujo su capacidad a 2.800 pasajeros, se eliminaron camarotes, se añadieron botes salvavidas y se reparó el casco. El 5 de agosto de 1906 se produjo otro incidente, que dio lugar a la presentación de denuncias contra la Chicago-South Haven Line, que había adquirido el buque ese mismo año.
Antes de la temporada de 1907, el barco fue vendido a la Lake Shore Navigation Company y trasladado al lago Erie. En 1909, el barco fue vendido de nuevo a la Eastland Navigation Company y continuó realizando excursiones entre Cleveland y Cedar Point. Tras la temporada de 1909, se eliminaron los 39 camarotes restantes y, antes de la temporada de 1912, se eliminaron las secciones superiores de la chimenea para acortar su altura. El 1 de julio de 1912, se produjo otro incidente cuando el Eastland experimentó una fuerte escora de unos 25° mientras cargaba pasajeros en Cleveland.
En junio de 1914, el Eastland fue vendido a la St. Joseph-Chicago Steamship Company y devuelto al lago Míchigan para el servicio de St. Joseph, Míchigan a Chicago.

### El desastre del Eastland
El 24 de julio de 1915, el Eastland y otros cuatro vapores de pasajeros de los Grandes Lagos -Theodore Roosevelt, Petoskey, Racine y Rochester- fueron fletados para llevar a los empleados de la fábrica Hawthorne Works de la Western Electric Company en Cicero (Illinois) a un pícnic en Michigan City (Indiana).
En 1915, tras el desastre del RMS Titanic tres años antes, se aprobó la Ley Federal de Marineros. La ley exigía la instalación de un juego completo de botes salvavidas en el Eastland, al igual que en muchos otros buques de pasajeros. Este peso adicional puede haber hecho que el Eastland fuera más peligroso al aumentar su sobrepeso. Algunos argumentaron que otros barcos de los Grandes Lagos sufrirían el mismo problema, pero el proyecto de ley fue aprobado por el presidente Woodrow Wilson. Los propietarios del Eastland podían elegir entre mantener una capacidad reducida o añadir botes salvavidas para aumentar la capacidad, y optaron por añadir botes salvavidas para obtener una licencia que les permitiera aumentar la capacidad del barco a 2.570 pasajeros. El Eastland ya era tan pesado que tenía restricciones especiales en cuanto al número de pasajeros que podía transportar. En junio de 1914, el Eastland volvió a cambiar de propietario, esta vez comprado por la St. Joseph and Chicago Steamship Company, y el capitán Harry Pederson fue nombrado patrón del barco. En 1914, la compañía retiró el antiguo suelo de madera del comedor de proa en el nivel de camarotes y lo sustituyó por 51 mm (2 pulgadas) de hormigón. También añadió una capa de hormigón cerca de la pasarela de popa. Esto añadió entre 15 y 20 toneladas de peso.
En la mañana del 24 de julio, los pasajeros empezaron a embarcar en el Eastland en la orilla sur del río Chicago, entre las calles Clark y LaSalle, sobre las 6:30 a. m., y a las 7:10 a. m. el barco había alcanzado su capacidad de 2.572 pasajeros. Muchos pasajeros estaban de pie en las cubiertas superiores abiertas cuando el barco empezó a escorarse ligeramente hacia babor (alejándose del muelle). La tripulación intentó estabilizar el barco introduciendo agua en los tanques de lastre, pero sin éxito. A las 7:28 a. m., el Eastland se tambaleó bruscamente hacia babor y luego rodó completamente sobre su costado de babor, llegando a descansar en el fondo del río, a sólo 20 pies (6,1 m) por debajo de la superficie; apenas la mitad de la embarcación estaba sumergida. Muchos pasajeros ya habían bajado a cubierta en la fresca y húmeda mañana para calentarse antes de la salida. En consecuencia, cientos de ellos quedaron atrapados en el interior por el agua y el repentino vuelco, y algunos fueron aplastados por muebles pesados, como pianos, estanterías y mesas. El barco estaba a sólo 6,1 metros del muelle, y la tripulación del cercano buque Kenosha respondió rápidamente poniéndose al costado del casco para permitir a los pasajeros varados saltar a un lugar seguro. Sin embargo, murieron 844 pasajeros y cuatro miembros de la tripulación. Muchos de los pasajeros del Eastland eran inmigrantes, en gran número procedentes de la actual República Checa, Polonia, Noruega, Alemania, Irlanda, Suecia, Dinamarca, Italia, Hungría y Austria. Muchos de los inmigrantes checos se habían establecido en Cicero; de los pasajeros checos a bordo, 220 perecieron en el desastre.
Los cadáveres fueron trasladados a los depósitos de cadáveres provisionales establecidos en la zona para su identificación; por la tarde, el resto de los cuerpos sin identificar fueron consolidados en la armería del 2.º Regimiento.
En el período posterior, la Western Electric Company aportó 100.000 dólares (equivalentes a 3,01 millones de dólares en 2023) a los esfuerzos de socorro y recuperación de los familiares de las víctimas.
Entre las personas que tenían previsto viajar en el Eastland se encontraba el jugador de fútbol americano George Halas, de 20 años, más tarde entrenador y propietario de los Chicago Bears y miembro fundador de la National Football League, que se retrasó en su salida hacia el muelle y llegó después de que el barco hubiera volcado. El nombre de Halas apareció en la lista de fallecidos de los periódicos, pero más tarde se supo que había resultado ileso. Su amigo y futuro ejecutivo de los Bears Ralph Brizzolara y su hermano estaban en el Eastland cuando volcó, pero escaparon por los ojos de buey. A pesar de los rumores en sentido contrario, el artista Jack Benny no estaba a bordo del Eastland ni estaba programado para la excursión.
La primera filmación conocida de las labores de recuperación se descubrió y publicó en 2015.
Marion Eichholz, la última superviviente conocida, falleció el 24 de noviembre de 2014 a la edad de 102 años.

#### Informes de los medios de comunicación
Carl Sandburg, entonces más conocido como periodista que como poeta, escribió un airado relato para The International Socialist Review, en el que acusaba a los reguladores de ignorar las cuestiones de seguridad y afirmaba que muchos de los trabajadores iban a bordo siguiendo órdenes de la empresa para celebrar un pícnic obligatorio Sandburg también escribió un poema, "The Eastland", que contrastaba el desastre con el maltrato y la mala salud de las clases bajas. Sandburg concluía el poema con una comparación: "Veo una docena de Eastlands / cada mañana de camino al trabajo / y una docena más de vuelta a casa por la noche". El poema fue considerado demasiado duro para su publicación cuando fue escrito, pero finalmente se publicó en una colección de poemas en 1993.

#### Investigación y acusaciones
Un gran jurado acusó al presidente y a otros tres oficiales de la compañía de vapores de homicidio involuntario, y al capitán y al maquinista del barco de negligencia criminal, y determinó que el desastre se debió a las "condiciones de inestabilidad" causadas por la sobrecarga de pasajeros, el mal manejo del lastre de agua y la construcción defectuosa del barco.
Durante las audiencias relativas a la extradición de los hombres a Illinois para ser juzgados, el principal testigo Sidney Jenks, presidente de la empresa que construyó el Eastland, declaró que sus primeros propietarios querían un barco rápido para transportar fruta, y que él diseñó uno capaz de alcanzar los 32 km/h (20 mph) y transportar 500 pasajeros. El abogado defensor Clarence Darrow preguntó si Jenks se había preocupado alguna vez de la posible conversión del barco en un vapor de pasajeros con capacidad para 2.500 o más pasajeros. Jenks respondió: "No tenía forma de saber la cantidad de su negocio después de que saliera de nuestros astilleros... No, no me preocupaba por el Eastland". Jenks testificó que nunca se realizó una prueba de estabilidad del buque, y declaró que tras inclinarse hasta un ángulo de 45° en la botadura, "se enderezó tan recto como una iglesia, demostrando satisfactoriamente su estabilidad".
El tribunal denegó la extradición, sosteniendo que las pruebas eran demasiado débiles, con "apenas un indicio de prueba" para establecer una causa probable para declarar culpables a los seis. El tribunal razonó que los cuatro oficiales de la compañía no se encontraban a bordo del barco, y que todos los actos imputados al capitán y al maquinista fueron realizados en el curso ordinario de los negocios, "más consistentes con la inocencia que con la culpabilidad". El tribunal también razonó que el Eastland "fue operado durante años y transportó a miles de personas de forma segura", por lo que los acusados estaban justificados al creer que el barco era apto para navegar.

#### Galería Fotográfica

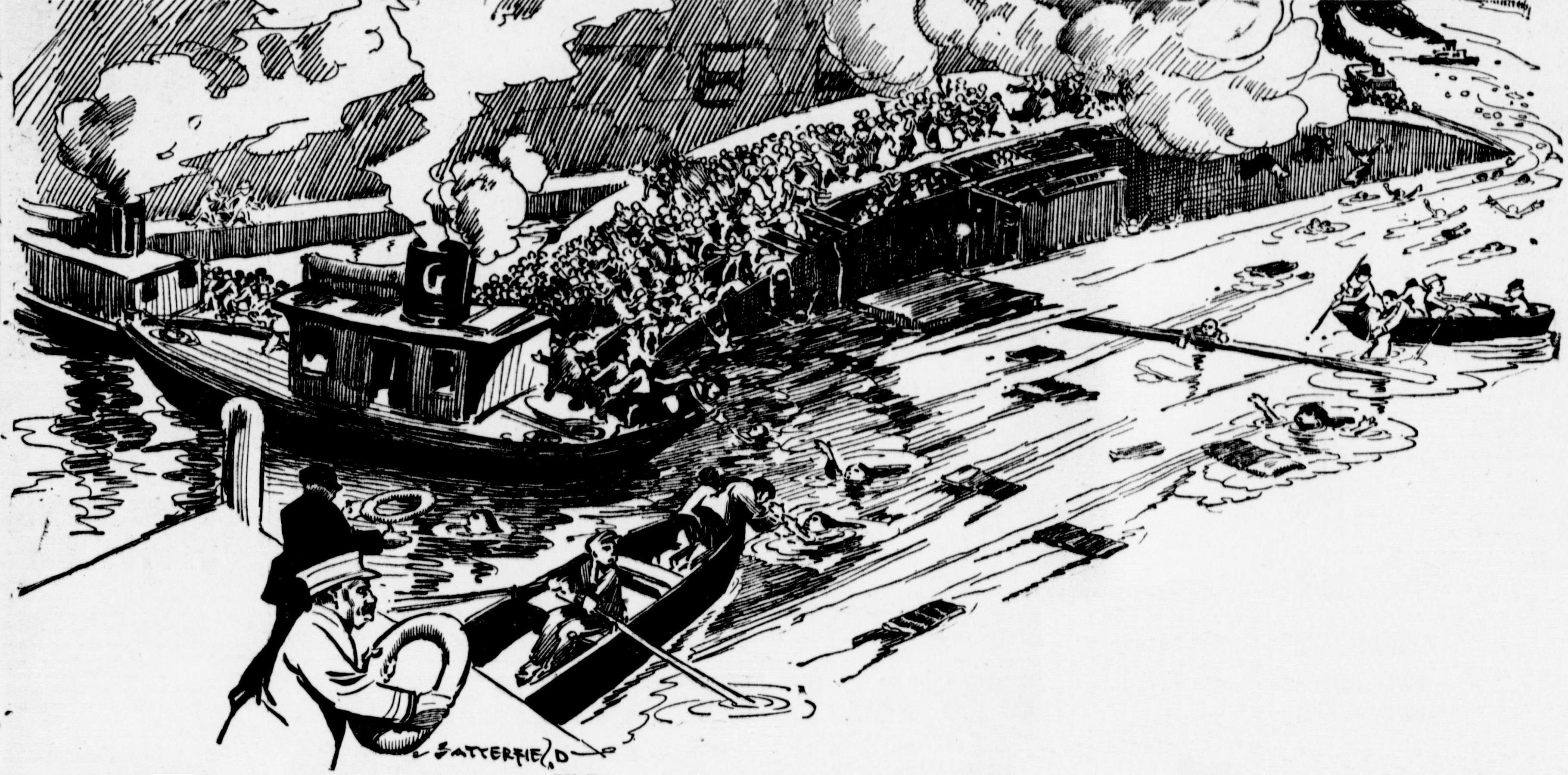
El dibujante Bob Satterfield presenció el vuelco desde el puente de Clark Street y lo dibujó para su sindicato.
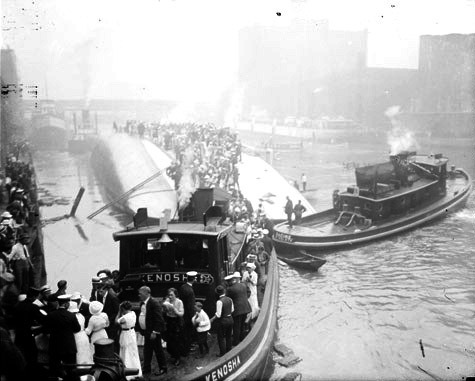
Pasajeros rescatados del casco del Eastland por un remolcador.
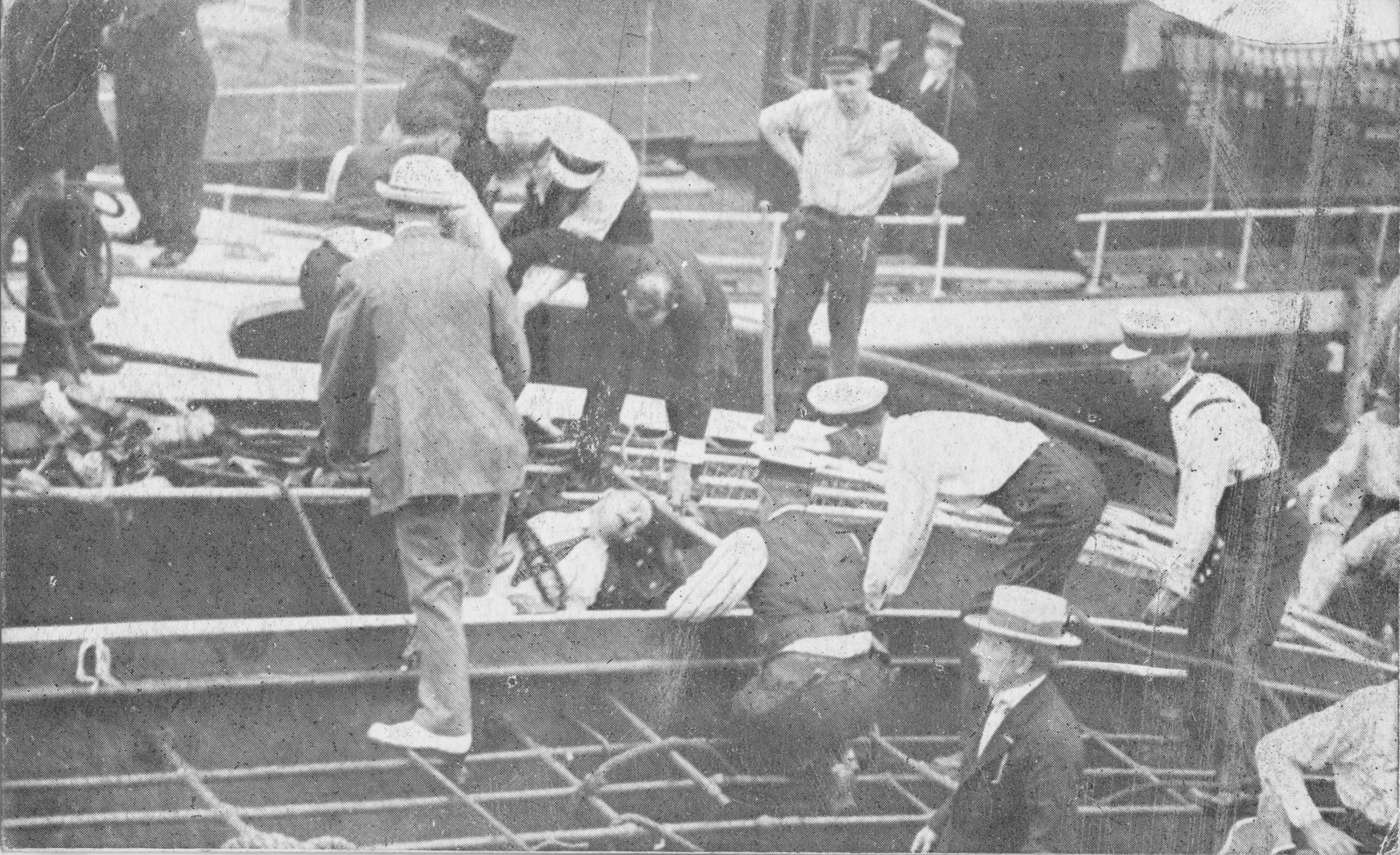
Víctima recuperada del Eastland
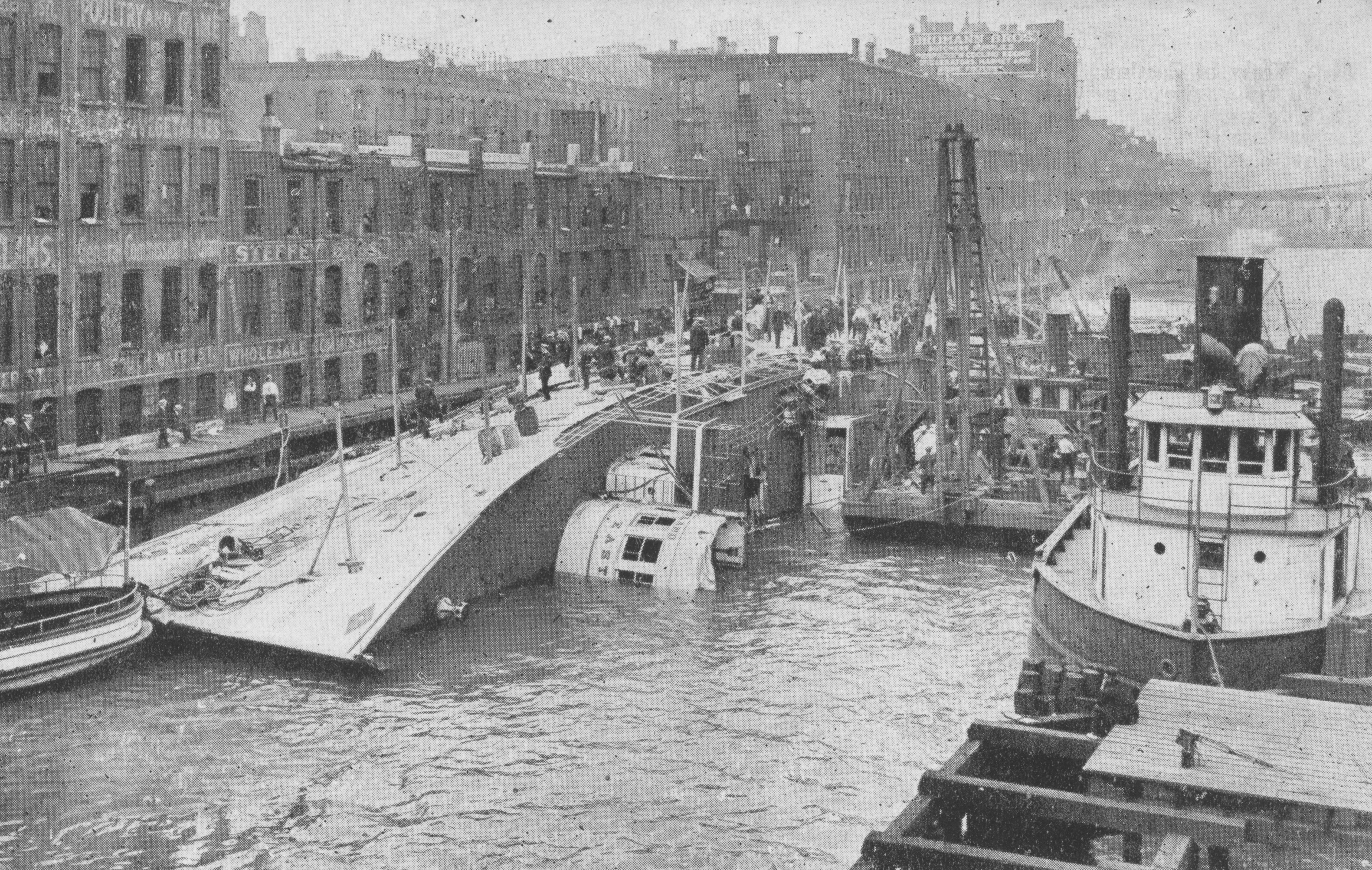
Vista de Eastland desde el remolcador
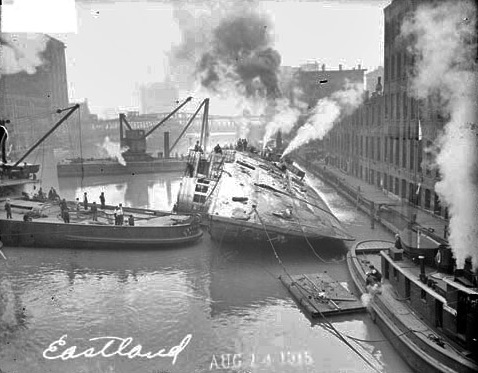
Eastland se endereza tras el desastre.
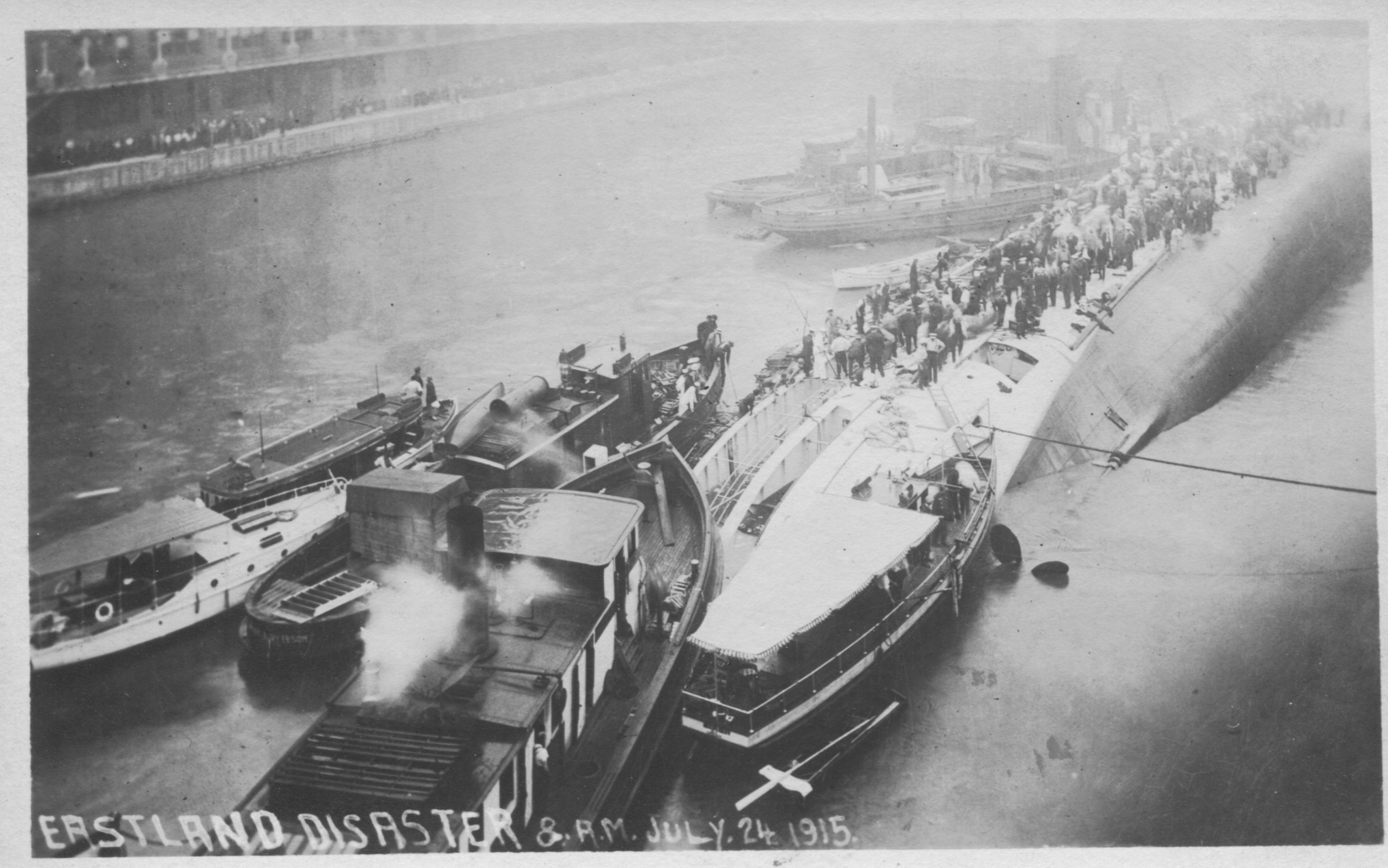
Vista del rescate de Eastland en marcha. De una tarjeta postal
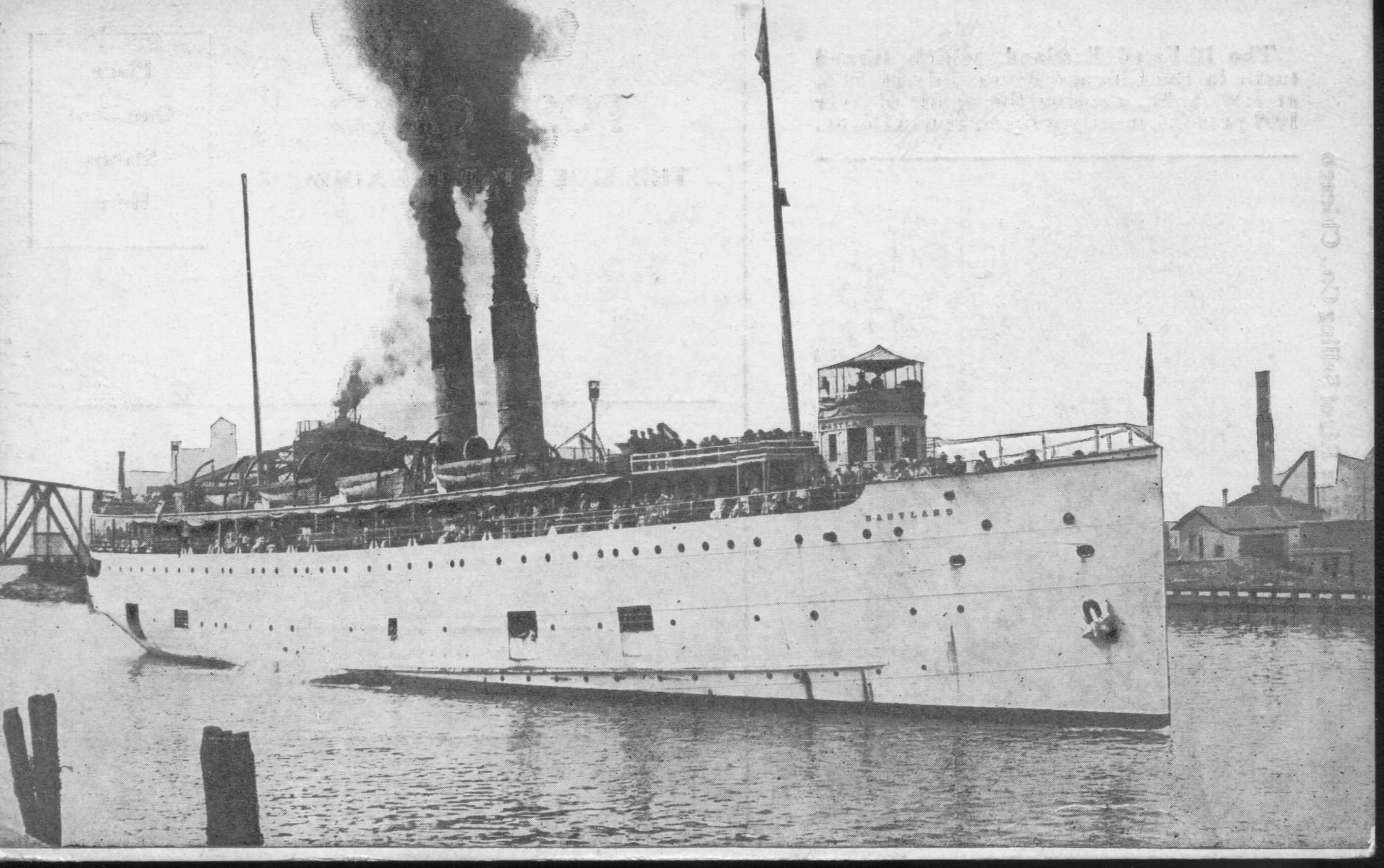
Postal del Eastland. "El malogrado Eastland, que se volvió tortuga en el río Chicago, el 24 de julio de 1915, a las 7:30 de la mañana, causando la muerte de más de 1000 personas, en su mayoría mujeres y niños".

### Segunda vida como USS Wilmette

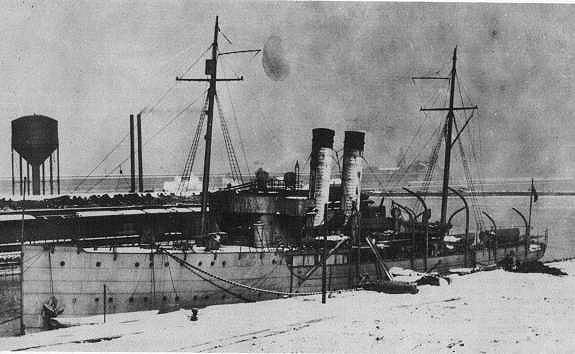
USS Wilmette, alrededor de 1918

Después de que el Eastland fuera levantado el 14 de agosto de 1915, fue vendido a la Reserva Naval de Illinois y comisionado de nuevo como USS Wilmette, estacionado en la Estación Naval de los Grandes Lagos. Fue reconvertido en cañonero, rebautizado Wilmette el 20 de febrero de 1918 y comisionado el 20 de septiembre de 1918 bajo el mando del capitán William B. Wells. Comisionado a finales de la Primera Guerra Mundial, el Wilmette no entró en combate. Entrenó a marineros y experimentó el mantenimiento y las reparaciones normales hasta que fue puesto en servicio ordinario en Chicago el 9 de julio de 1919, conservando a bordo una tripulación de 10 cuidadores. El 29 de junio de 1920, el cañonero volvió a estar en servicio.
El 7 de junio de 1921, el Wilmette recibió el encargo de hundir el UC-97, un submarino alemán entregado a Estados Unidos tras la Primera Guerra Mundial. Los cañones del Wilmette estaban tripulados por el oficial de artillería J. O. Sabin, que había disparado el primer cañón estadounidense de la Primera Guerra Mundial, y el oficial de artillería A. F. Anderson, el hombre que disparó el primer torpedo estadounidense de la guerra.
Durante el resto de sus 25 años de carrera, el cañonero sirvió como buque escuela para los reservistas de los 9.º, 10.º y 11.º Distritos Navales. Realizaba viajes a lo largo de las costas de los Grandes Lagos transportando a los aprendices que se le asignaban desde la Estación Naval de los Grandes Lagos. El Wilmette fue puesto "fuera de servicio, en servicio" el 15 de febrero de 1940.
El 17 de febrero de 1941 se le asignó la designación de casco IX-29 y el 30 de marzo de 1942 reanudó sus tareas de entrenamiento en Chicago, preparando a las tripulaciones de guardias armados para el servicio de cañones en mercantes armados. Esta asignación continuó hasta que el final de la Segunda Guerra Mundial en Europa hizo innecesarias las medidas para proteger a los buques mercantes transatlánticos de los submarinos alemanes.
Durante agosto de 1943, el Wilmette transportó al presidente Franklin D. Roosevelt, al almirante William D. Leahy, a James F. Byrnes y a Harry Hopkins en unas vacaciones de pesca de 10 días en McGregor y Whitefish Bay.
El 9 de abril de 1945 volvió a entrar en servicio por un breve período. El Wilmette fue dado de baja el 28 de noviembre de 1945, y su nombre fue borrado de la lista de la Armada el 19 de diciembre de 1945. Durante 1946, el Wilmette fue puesto a la venta, pero el 31 de octubre de 1946 fue vendido a la Hyman Michaels Company para su desguace, que se completó en 1947.

## Memoriales

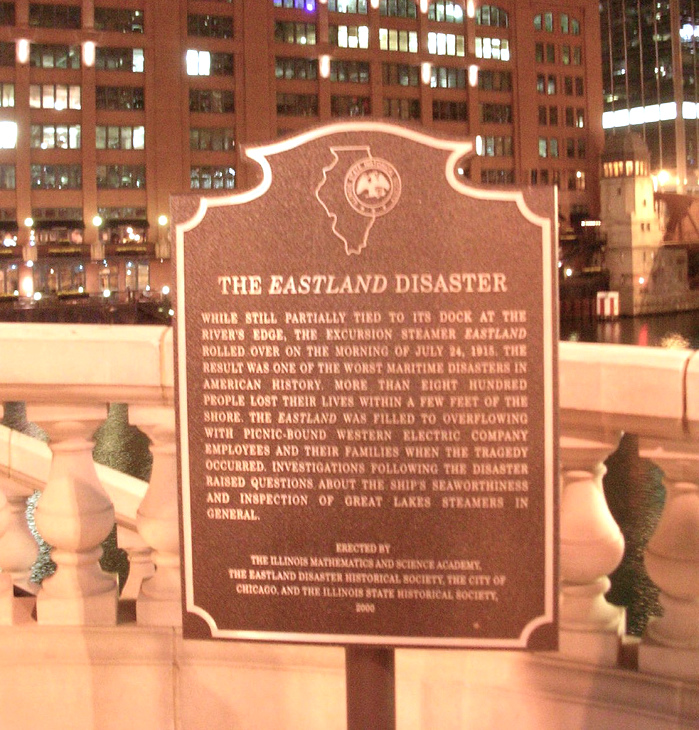
Marcador histórico a lo largo del río Chicago

El 4 de junio de 1989 se colocó una placa conmemorativa del accidente. El 26 de abril de 2000 se denunció el robo de este marcador, y el 24 de julio de 2003 se instaló y dedicó un marcador de sustitución.
Desde 2016, existen planes para una exposición permanente al aire libre con el nombre propuesto de "Al borde del río". Esta exposición se ubicaría a lo largo de la parte del Chicago Riverwalk adyacente al lugar de la catástrofe y está previsto que conste de paneles con texto e imágenes.
El 12 de julio de 2015, 100 años después de la catástrofe, se dedicó un monumento a los fallecidos en el Cementerio Nacional Bohemio de Chicago.

## En la Cultura Popular
La catástrofe se incorporó al estreno en 1999 de la serie original de Disney Channel So Weird, en la que la adolescente entusiasta de lo paranormal Fiona Phillips se encuentra con el fantasma de un niño que se ahogó.
En 2012, el teatro Lookingglass de Chicago produjo un musical titulado Eastland: A New Musical, escrito por Andy White y con música de Ben Collins-Sussman y Andre Pluess.
La catástrofe de Eastland también es fundamental en la historia de una familia contada en la obra de teatro / musical Failure: Una historia de amor, escrita por Philip Dawkins, que se estrenó en Chicago en 2012 en el Victory Gardens Theater. La obra se estrenó en Los Ángeles el 24 de julio de 2015, en el centenario de la tragedia. La obra se volvió a representar en Chicago en el Oil Lamp Theater y fue nominada a múltiples premios.
En 2024, los Neofuturistas de Chicago produjeron un espectáculo de marionetas basado en la catástrofe titulado Switchboard.